# Kremlin de Súzdal
El  Kremlin de Súzdal  (rus:  Суздальский Кремль ) és un kremlin totalment medieval del segle x. El primer esment escrit del Kremlin de Súzdal data de 1024. El Kremlin és a la corba del riu Kamenka a la part meridional de l'actual ciutat de Súzdal. Posseeix una església de culte ortodox d'arquitectura tradicional russa dels segles xvi i xvii, juntament amb alguns edificis annexos com el Convent de Mariae Protectora, antic lloc d'exili i retirada de dames de classe social alta com les dones dels tsars Iván III el Gran, Basilio III i Pere I el Gran.